# Lier et délier
 (avril 2024).
Lier et délier est initialement une phrase de la Mishna Juive également mentionnée dans le Nouveau Testament, ainsi que dans le Targoum. Dans le langage, lier et perdre signifient simplement interdire par une autorité incontestable et permettre par une autorité incontestable. Un exemple de cela est Isaïe 58:5-6 qui relate un jeûne approprié est de faire tomber les chaînes de l'injustice.
Les Posseq ont, par la vertu de leur ordination, le pouvoir de décider les litiges relatifs à la loi Juive. D'où, la différence entre les deux principales écoles de pensée dans le judaïsme classique primitif était résumées par la phrase l'école de Shammai lie ; l'école de Hillel délie. Théoriquement, cependant, l'autorité des posseq provient du Sanhédrin, et il y a donc une déclaration du Talmud qu'il y avait trois décisions faite par la maison inférieure du jugement (le Sanhédrin) à laquelle la maison supérieure du jugement (la divine) donnait sa sanction suprême. La déclaration que tout ce qu' [un disciple] aura lié sur la terre sera lié dans le ciel, et tout ce qu' [un disciple] aura délié sur la terre sera délié dans le ciel, lequel l'Évangile selon Matthieu attribue à Jésus et est toujours employé généralement aujourd'hui dans la prière, une méthode efficace en raison du Christianisme.
Il s'agit aussi du sens de la phrase lorsqu'il est appliqué dans le texte à Simon Pierre et les autres apôtres en particulier lorsqu'ils sont conférés à la puissance de lier et délier par le Christ.
Cela sert aussi de fondation scripturale et traditionnelle pour la conception de l'Église Catholique de l'autorité papale, découlant d'une telle investiture de St. Pierre, depuis, selon la doctrine Catholique, les Papes sont les Successeurs de St. Pierre.